# Фюлленбах, Вильгельм
Вильгельм Фюлленбах (нем. Wilhelm Füllenbach; 4 апреля 1887, Мюльхайм-ан-дер-Рур — 5 февраля 1948, Дюссельдорф) — немецкий адвокат и политик; изучал право и в 1906 году получил кандидатскую степень в Мюнстере. После окончания Второй мировой войны в Европе, после перехода Дюссельдорфа под контроль американских войск в апреле 1945 года, Фюлленбах недолго исполнял обязанности обер-бургомистра города: в 2016 году его портрет был повешен в мэрии.

## Биография
Вильгельм Фюлленбах родился 4 апреля 1887 года в Мюльхайм-ан-дер-Рур; он изучал право в Мюнстерском университете, где в 1906 году получил степень кандидата юридических наук. В период национал-социализма он некоторое время работал в Дюссельдорфе городским казначеем. После перехода Дюссельдорфа под контроль американских войск 17 апреля 1945 года, оккупационная администрация обратилась к католической церкви за советом о потенциальном кандидате на должность мэра: священнослужители посоветовали кандидатуру Фюлленбаха. В начале июня 1945 года англичане переняли контроль над Дюссельдорфом — он стал частью британской зоны оккупации.
Фюлленбах, который не зависел от какого-либо парламентского органа, полагался в своей работе на католическую церковь и ряд бывших политиков: в частности он провел кампанию за создание католической школьной системы, отвергая существовавшие на тот момент учреждения. Подобная позиция вызвала критику как со стороны СДПГ и профсоюзов, так и со стороны местной протестантской церкви. СДПГ и Коммунистическая партия Германии (КПГ) совместно потребовали снять Фюлленбаха, «раскрыв его национал-социалистическое прошлое»: КПГ обвинила его в том, что он являлся спонсирующим членом СС. В итоге, британская администрация отказалась от дальнейшей поддержки Фюлленбаха и он был освобожден от должности 18 сентября 1945 года. Скончался 5 февраля 1948 года; в 2016 году его портрет был повешен в здании мэрии Дюссельдорфа.

## Работы
- Die rechtliche Stellung des Testamentsvollstreckers in den von ihm geführten Rechtsstreitigkeiten und die Wirkungen seines Todes auf diese. Münster i. W. 1910 (Diss. Münster).
- Bürgerbuch der Stadt Düsseldorf. Sammlung der das Gemeindeleben betreffenden reichs- und staatsgesetzlichen Bestimmungen, Verordnungen und Erlasse der Staatsbehörden. Düsseldorf 1928.

## Семья
Правнук Вильгельма Фюлленбаха — Элиас Фюлленбах — с ноября 2014 года является настоятелем доминиканского монастыря Дюссельдорфа.